# Nagyalmás
Ez a szócikk a romániai Fehér megyei, egykori Hunyad vármegyei faluról szól. Ugyanez volt a neve 1904-ig Beregnagyalmásnak és 1909–11-ig Váralmásnak is.
Nagyalmás (románul: Almașu Mare) falu Romániában, Erdélyben, Fehér megyében.

## Fekvése
Az Erdélyi-érchegységben, Zalatnától tíz kilométerre délnyugatra található.

## Népessége
- 1786-ban 1172-en lakták, 53%-uk volt zsellér, 33%-uk jobbágy és hat pap.
- 1910-ben 1356 lakosából 1321 volt román, 15 magyar és 20 egyéb (cigány) anyanyelvű; 1337 ortodox és kilenc római katolikus vallású.
- A falunak, amelyből 1956-ban kivált Bregyét házcsoport, 2002-ben 669 lakosa volt, közülük 646 román és 23 cigány nemzetiségű; 647 ortodox vallású.

## Története
Határában már a rómaiak is bányásztak aranyat. A falut 1407-ben említik Almas, majd 1418-ban Nagalmas néven. Utóbbi oklevél megemlékezik román (ortodox) „kápolnájáról” is. Hunyad vármegyei román falu volt. 1742-ben a Bárza-hegy alatt fekvő falu földesura a Bethlen és a Kun család volt, aranybányáit a forrás szerint elhanyagolták. Valószínűleg sohasem hagytak fel az aranybányászattal, de különösebb befektetés nélkül csak a helybeliek foglalkoztak vele. 1847-ben alapított üveghutája ismeretlen időben szűnt meg. Az 1880-as években két-három évtizedre magyar és német bányamunkások költöztek be. A 20. század elején az erdélyi római katolikus püspökség uradalmának központja volt. Ekkor még három családja élt kenyérsütő harangok és kőserpenyők készítéséből dácittufából. 1907-ben ólombányát nyitottak határában. A szocializmus idején, az 1990-es évekig színesfémeket és aranyat bányásztak közelében, a lakosság nagy része a bányáknál dolgozott. A bányák bezárása után a nagyalmásiak a turizmusban látnák a jövőt, de ezt akadályozza a járatokban maradt és a környezetet szennyező rozsdabarna színű, savas bányavíz.

## Látnivalók
- Az alszegi, Angyali üdvözlet ortodox templom valószínűleg a 14. században épült, és először 1418-ban említik. Korábbi tornya a 19. században összedőlt, és újat emeltek helyette. 1841-ben támpillérekkel erősítették meg. Az apszisban 18. századi falfestés töredéke látható. A hajó nyugati oldalán a karzat a 18. században épült.
- A felszegi ortodox templom 1822-ben épült.
- Az Achim Emilianról elnevezett tájház.

## Híres emberek
- Itt született 1945-ben Mircea Lac fafaragó.